# Meike Lubbers
Meike Lubbers (Deventer) is een Nederlandse strafpleiter.

## Biografie
Meike Lubbers (geboren in 1986 te Deventer) studeerde rechten aan de Rijksuniversiteit Groningen. Hierna volgde ze een master strafrecht aan de Universiteit Utrecht. Tijdens haar studie in Utrecht liep zij een half jaar stage in de Verenigde Staten (Nashville) bij de Federal Public Defender. Na het afronden van haar studies ging Lubbers aan de slag bij het Openbaar Ministerie, zij startte daarna als advocaat-stagiaire bij een advocatenkantoor in Groningen waarna zij als advocaat in dienst trad bij een advocatenkantoor in Amsterdam. In 2017 werd Lubbers uitgeroepen tot aanstormend strafrechttalent van de provincie Groningen. Na een paar jaar te hebben gewerkt in Amsterdam, begon Lubbers in 2020 haar eigen advocatenkantoor in Deventer. Ze houdt zich voornamelijk bezig met het strafrecht.

## Televisieoptredens
Lubbers schuift regelmatig aan in televisieprogramma's om duiding te geven over strafrechtzaken. Ze begon in het programma Na het Nieuws van Renze Klamer. In 2021 ging Klamer het programma De vooravond presenteren waarin Lubbers eveneens regelmatig in aanschoof.
In 2021 was Lubbers ook te zien in de kennisquiz De Slimste Mens, waarin ze in dezelfde aflevering debuteerde als stadgenoot Caroline van der Plas, en daarnaast was ze ook met haar zus te zien in het televisieprogramma Hunted. In 2022 was Lubbers als deskundige te zien in de documentaireserie Moorddossier van Net5 waarin 10 geruchtmakende strafzaken worden besproken. Lubbers is regelmatig te gast in radioprogramma De Wild in de Middag van Ruud de Wild.